# Praia da Ilha das Cabras
A Praia da Ilha das Cabras, também conhecida como Praia das Pedras Miúdas é uma praia brasileira localizada no distrito de Cambaquara, em Ilhabela, estado de São Paulo. À sua frente está implantada a zona denominada «Santuário Ecológico da Ilha das Cabras», rico em fauna marinha, onde também está a estatua do deus Netuno, sete metros mar abaixo.
É nessas águas que acontecem os batismos dos cursos de mergulho para iniciantes, e de onde os mergulhadores veteranos saem para suas aventuras subaquáticas.